# Nagroda im. Dariusza Fikusa
Nagroda im. Dariusza Fikusa za dziennikarstwo najwyższej próby – jedna z nagród przyznawanych ludziom mediów w Polsce. Nagroda została ustanowiona przez redakcję „Rzeczpospolitej” oraz jej wydawcę 1 marca 1997, w pierwszą rocznicę śmierci Dariusza Fikusa – dziennikarza, redaktora, menedżera oraz wydawcy. W roku 2009 rodzina Dariusza Fikusa odebrała „Rzeczpospolitej” prawo używania jego nazwiska przy nagrodach, które przyznaje dziennikarzom. Nagroda w nowej formule została wznowiona w 2011 roku przez rodzinę Dariusza Fikusa oraz Press Club Polska. Ideą przewodnią ustanowienia nagrody było dążenie do umocnienia wolnych i niezależnych mediów, tworzonych z uwzględnieniem zasad etyki zawodowej i wysokiego standardu moralnego. W latach 2002–2008 nagroda była przyznawana w dwóch kategoriach: twórca w mediach oraz twórca mediów.

## Kapituła nagrody
Skład jury od 2010 roku powołuje rodzina Dariusza Fikusa oraz Press Club Polska.
W 2025 roku w skład kapituły weszli: Anna Budyńska (Gazeta.pl), Ewelina Burda (Tygodnik Powszechny), Łukasz Fikus (syn Dariusza Fikusa, przewodniczący kapituły), Paweł Kapusta (Wirtualna Polska), Barbara Kasprzycka (Dziennik Gazeta Prawna), Magdalena Kicińska (Press Club Polska), Maciej Kucharski (Interia), Paweł Ławiński (Onet), Emilia Stawikowska (Newsweek), Michał Szułdrzyński (Rzeczpospolita), Rafał Zakrzewski (Gazeta Wyborcza).
W 2023 roku w skład kapituły weszli: Leszek Będkowski (Polityka), Paweł Fąfara (Press Club Polska), Łukasz Fikus (syn Dariusza Fikusa), Krzysztof Jedlak (Dziennik Gazeta Prawna), Paweł Kapusta (Wirtualna Polska), Marcin Lewicki (Press Club Polska), Paweł Ławiński (Onet.pl), Tomasz Sekielski (Newsweek), Piotr Witwicki (Interia.pl), Rafał Zakrzewski (Gazeta Wyborcza), Marcin Żyła (Tygodnik Powszechny).
W 2011 roku w skład kapituły weszli: Jerzy Baczyński, red. naczelny tygodnika „Polityka”, Paweł Fąfara, red. naczelny „Polska The Times”, Wojciech Maziarski, red. naczelny tygodnika „Newsweek”, Aleksandra Karasińska, zastępca red. naczelnego tygodnika „Wprost”, Piotr Gabryel, zastępca red. naczelnego dziennika „Rzeczpospolita”, Piotr Mucharski, zastępca red. naczelnego „Tygodnika Powszechnego”, Piotr Pacewicz, zastępca red. naczelnego „Gazety Wyborczej”, Łukasz Fikus, przedstawiciel rodziny Fikusów i Marcin Lewicki, przedstawiciel Press Club Polska.
Skład jury do 2009 roku: Redaktor Naczelny „Rzeczpospolitej”, Prezes Spółki Presspublica – wydawcy „Rzeczpospolitej”, przyjaciele Dariusza Fikusa oraz laureaci trzech ostatnich edycji nagrody.
W 2007 w skład kapituły weszły następujące osoby: prof. Magdalena Fikus, Jerzy Baczyński, Igor Janke, Włodzimierz Kalicki, Paweł Lisicki, Amelia Łukasiak, Marek Magierowski, Roman Młodkowski, Truls Velgaard, Ewa Wanat oraz Dominik Zdort.
Skład kapituły w 2008: Paweł Lisicki, Piotr Gabryel, Marek Magierowski, Igor Janke (wszyscy wymienieni z „Rzeczpospolitej”); osoby zaproszone przez redakcję: Krystyna Mokrosińska (prezes Stowarzyszenia Dziennikarzy Polskich), Barbara Fedyszak-Radziejowska (socjolog i etnograf); laureaci z ubiegłego roku: Krzysztof Skowroński (dyrektor Programu III Polskiego Radia) i Bogdan Rymanowski (TVN).

## Nagrodzeni

### Nagrodzeni w latach 1997–2008
- I edycja – 1998
  - Maria Wiernikowska za cykl reportaży w Telewizji Polskiej o powodzi z lipca 1997, które zmobilizowały opinię publiczną do pomocy powodzianom.

- II edycja – 1999
  - Renata Gorczyńska za uczczenie dwustulecia Adama Mickiewicza w Radiu Bis: przez 14 godzin 13 najwybitniejszych polskich aktorów recytowało Pana Tadeusza.
  - Specjalną nagrodę jury przyznało pośmiertnie zmarłemu w 1998 wybitnemu pisarzowi i publicyście Kazimierzowi Dziewanowskiemu.

- III edycja – 2000
  - Włodzimierz Kalicki za cykl artykułów w „Gazecie Wyborczej”, które przyczyniły się do odzyskania w 1999 starodruków ukradzionych z Biblioteki Jagiellońskiej

- IV edycja – 2001
  - Katarzyna Janowska i Piotr Mucharski za telewizyjne (opublikowane również w postaci książkowej) „Rozmowy na koniec wieku” oraz „Rozmowy na nowy wiek”.

- V edycja – 2002
  - W kategorii twórca w mediach Irena Morawska i Jerzy Morawski za cykl reportaży w TVP „Serce z węgla”.
  - W kategorii twórca mediów Jerzy Baczyński, redaktor naczelny „Polityki” – za sukces tygodnika.

- VI edycja – 2003
  - W kategorii twórca w mediach Wojciech Jagielski za reportaże z krajów ogarniętych konfliktami i wojnami w „Gazecie Wyborczej”.
  - W kategorii twórca mediów Mariusz Walter za stworzenie pierwszej w Polsce telewizji informacyjnej TVN24.

- VII edycja – 2004
  - W kategorii twórca w mediach Anna Marszałek z „Rzeczpospolitej” za odważne i odpowiedzialne dziennikarstwo śledcze.
  - W kategorii twórca mediów (Józef) Jerzy Jurecki za stworzenie i utrzymanie na rynku największego i regionalnego pisma „Tygodnik Podhalański”

- VIII edycja – 2005
  - W kategorii twórca w mediach Ryszard Kapuściński za podróże z Herodotem i kilkadziesiąt lat odkrywania historii i współczesności Polski i świata.
  - W kategorii twórca mediów Jerzy Pomianowski za miesięcznik „Nowaja Polsza” i działanie na rzecz dialogu Polaków i Rosjan.

- IX edycja – 2006
  - W kategorii twórca w mediach Paweł Reszka z „Rzeczpospolitej” za publicystykę o stosunkach polsko-rosyjskich.
  - W kategorii twórca mediów Roman Młodkowski z TVN24 za programy edukujące społeczeństwo[8].

- X edycja – 2007
  - W kategorii twórca w mediach Bogdan Rymanowski – redaktor TVN i TVN24, gospodarz „Magazynu 24 godziny” i autorskiego programu publicystycznego „Kawa na ławę” – za bezstronność, rzetelność i stosowanie wysokich standardów moralnych w debacie publicznej. Rymanowski, ciesząc się z otrzymania nagrody, zaznaczył, że przekaże całą sumę pieniężną w wysokości 25 tys. zł Januszowi Świtajowi, który od wielu lat heroicznie zmagał się z chorobą[9].
  - W kategorii twórca mediów Krzysztof Skowroński – dyrektor Programu 3 Polskiego Radia i prowadzący program „Wywiad i opinie” w TVP 1 – za profesjonalizm, rzetelność i obiektywizm w pracy dziennikarskiej[9].

- XI edycja – 2008
  - W kategorii dziennikarz – Bronisław Wildstein, publicysta „Rzeczpospolitej” ex aequo z autorkami filmu dokumentalnego Trzech kumpli – Anną Ferens i Ewą Stankiewicz[10].
  - W kategorii wydawca – ks. Adam Boniecki – redaktor naczelny „Tygodnika Powszechnego”

W latach 2009–2010 nagrody nie przyznawano, w związku z cofnięciem „Rzeczpospolitej” przez rodzinę prawa używania nazwiska Dariusza Fikusa.

### Nagrodzeni od 2011 roku
- Laureaci i finaliści Nagrody Fikusa 2024I nowa edycja – 2011

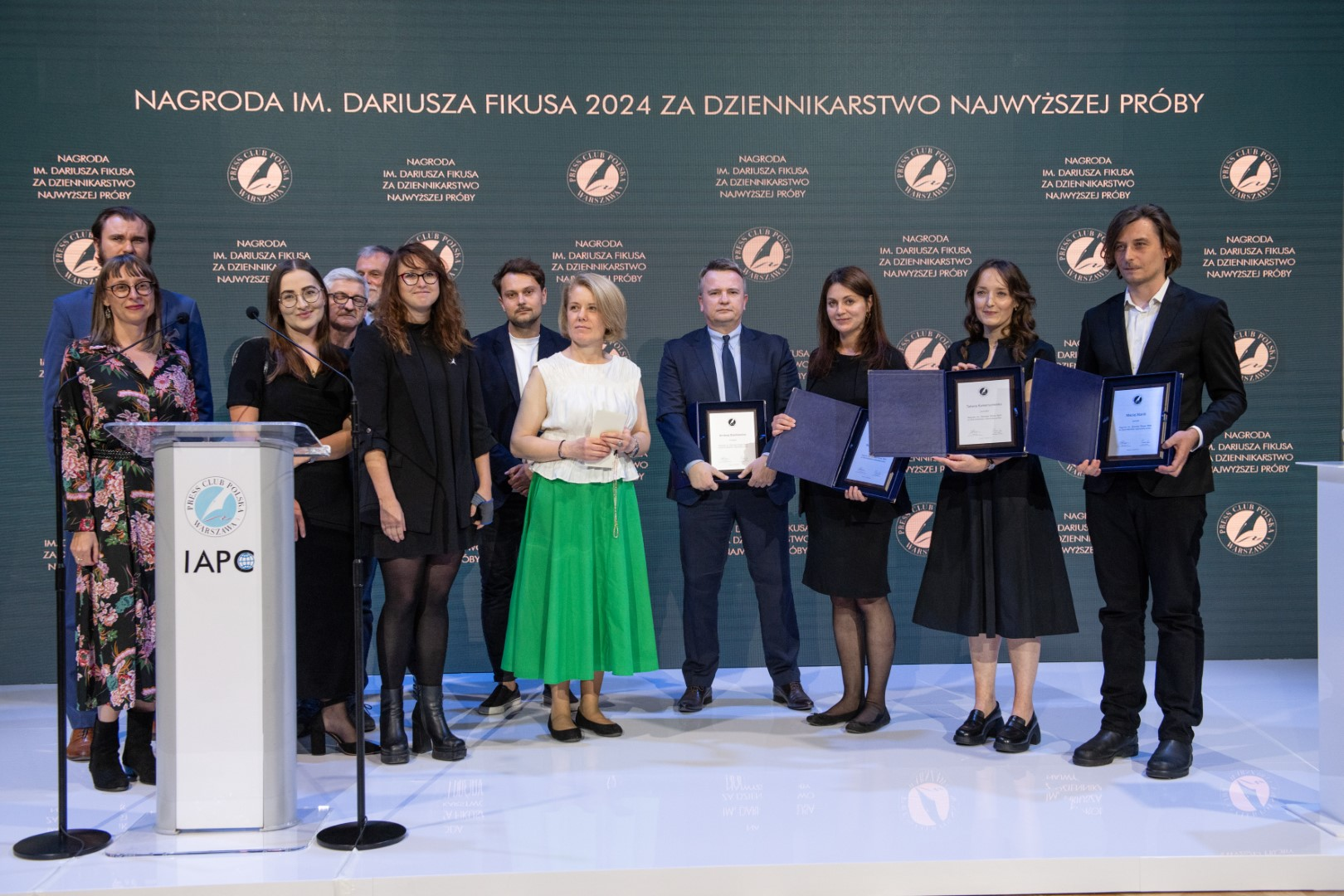
Laureaci i finaliści Nagrody Fikusa 2024

  - Ewa Siedlecka za cykl publikacji w „Gazecie Wyborczej” o Trybunale Konstytucyjnym[11]

- II nowa edycja – 2012
  - Joanna Solska za dziennikarstwo najwyższej próby w tekście „Kokosy orzechowe”[12]

- III nowa edycja – 2013
  - Łukasz Cieśla z „Głosu Wielkopolskiego” za cykl artykułów „Poród na plebanii”[13]

- IV nowa edycja – 2014
  - Wacław Radziwinowicz za cykl publikacji w „Gazecie Wyborczej”, będących reporterskim raportem o przygotowaniach do igrzysk olimpijskich w Soczi, ukazującym absurdalny rozmach i arogancję władzy przy realizacji tego przedsięwzięcia

- V nowa edycja – 2015
  - Rafał Woś za cykl wywiadów publikowanych w „Dzienniku Gazecie Prawnej”, w których desakralizuje polskie liberalne dogmaty ekonomiczne[14]

- VI nowa edycja – 2016
  - Iwona Szpala i Małgorzata Zubik za serię artykułów ujawniających kulisy warszawskiej reprywatyzacji[15]
  - Piotr Pacewicz – Nagroda Specjalna im. Dariusza Fikusa za bycie doskonałym przykładem, jak łączyć uprawianie dziennikarstwa z misją publiczną[16]

- VII nowa edycja – 2017
  - Magdalena Rigamonti za opublikowane w 2016 w „Dzienniku Gazecie Prawnej” wywiady z Tomaszem Zimochem („Stan wojenny”, „Dzwonili politycy. Nie dam im się zagarnąć”) i z Marcinem Wolskim („Zasady są jasne – wygrała ta partia i morda w kubeł”).
  - Dominika Kozłowska – Nagroda Specjalna im. Dariusza Fikusa za odświeżenie i wzbogacenie formuły miesięcznika Znak, nawiązanie do najlepszych jego tradycji z jednoczesnym otwarciem na młodych autorów i odważne podejście do poruszanych tematów[17].

- VIII nowa edycja – 2018
  - Andrzej Gajcy i Janusz Schwertner za publikację Onet ujawnia: jak Mateusz Kijowski wystawiał faktury KOD-owi[18]
  - Krzysztof M. Kaźmierczak – Nagroda Specjalna im. Dariusza Fikusa za śledztwo dziennikarskie w sprawie śmierci Jarosława Ziętary[18]
- IX nowa edycja – 2019
  - Karolina Baca-Pogorzelska i Michał Potocki za cykl publikacji o imporcie antracytu z okupowanego Donbasu w „Dzienniku Gazecie Prawnej”.
  - Stefan Szczepłek – Nagroda Specjalna im. Dariusza Fikusa za wieloletnie dziennikarstwo sportowe najwyższej próby oraz za udane przekraczanie granic własnej specjalizacji zawodowej[19].
- X nowa edycja – 2020
  - Magdalena Gałczyńska za cykl publikacji pt. Farma trolli w Ministerstwie Sprawiedliwości w Onet.pl[19]
- XI nowa edycja – 2021
  - Janusz Schwertner – za tekst Miłość w czasach zarazy opublikowany w Onet.pl
  - Specjalna Nagroda: Darja Czulcowa i Kaciaryna Andrejewa z Biełsat TV – za „niezłomne wykonywanie zawodu dziennikarza w warunkach wymagających ogromnej osobistej odwagi”[20]
- XII nowa edycja – 2022
  - Paweł Figurski i Jarosław Sidorowicz za cykl publikacji w Gazecie Wyborczej pt. Afera Daniela Obajtka
  - Nagrodą Specjalną im. Dariusza Fikusa uhonorowano wszystkich dziennikarzy, relacjonujących z wojny w Ukrainie dla polskich mediów[19].
- XIII nowa edycja – 2023
  - Paweł Reszka z „Polityki” za cykl publikacji „Ukraina 2022”
  - Nagrodą Specjalną uhonorowano wszystkich profesjonalnych weryfikatorów informacji (ang. fact checkers) działającym w Polsce (nagrodę odebrały organizacje Sprawdzam AFP, Stowarzyszenie Demagog, Fundacja „Przeciwdziałamy Dezinformacji” i Stowarzyszenie Pravda)[21]
- XIV nowa edycja – 2024
  - Tatiana Kolesnychenko i Maciej Stanik za cykl reportaży z Ukrainy, opublikowany w Wirtualnej Polsce
  - Nagrodą Specjalną im. Dariusza Fikusa uhonorowano aktywistki i aktywistów, którzy od lata 2021 do dziś, obok niesienia pomocy humanitarnej, informują opinię publiczną o sytuacji na polsko-białoruskiej granicy[22]
- XV nowa edycja – 2025
  - Tatiana Kolesnychenko za publikację „Pamiętaj: robaków rozgryzać nie wolno.” Głód w rosyjskiej niewoli zabija powoli, w Wirtualnej Polsce[23]